# Piove (Jovanotti)
Piove è una canzone di Jovanotti, lanciata da quest'ultimo come singolo il 13 giugno 1994 e contenuta nell'album Lorenzo 1994.

## Descrizione
Viene utilizzata nella sigla finale dell'episodio Viaggio a Napoli della seconda stagione de I Soprano. Il singolo comprende anche la partecipazione della cantante Tina Turner, che esegue un vocalizzo prima della terza strofa e durante il ritornello.